# Uña de Quintana
Uña de Quintana is een gemeente in de Spaanse provincie Zamora in de regio Castilië en León met een oppervlakte van 29,78 km². Uña de Quintana telt 150 inwoners (1 januari 2016).

## Demografische ontwikkeling
Bron: INE, 1857-2011: volkstellingen